# Artillería de la Primera Guerra Mundial

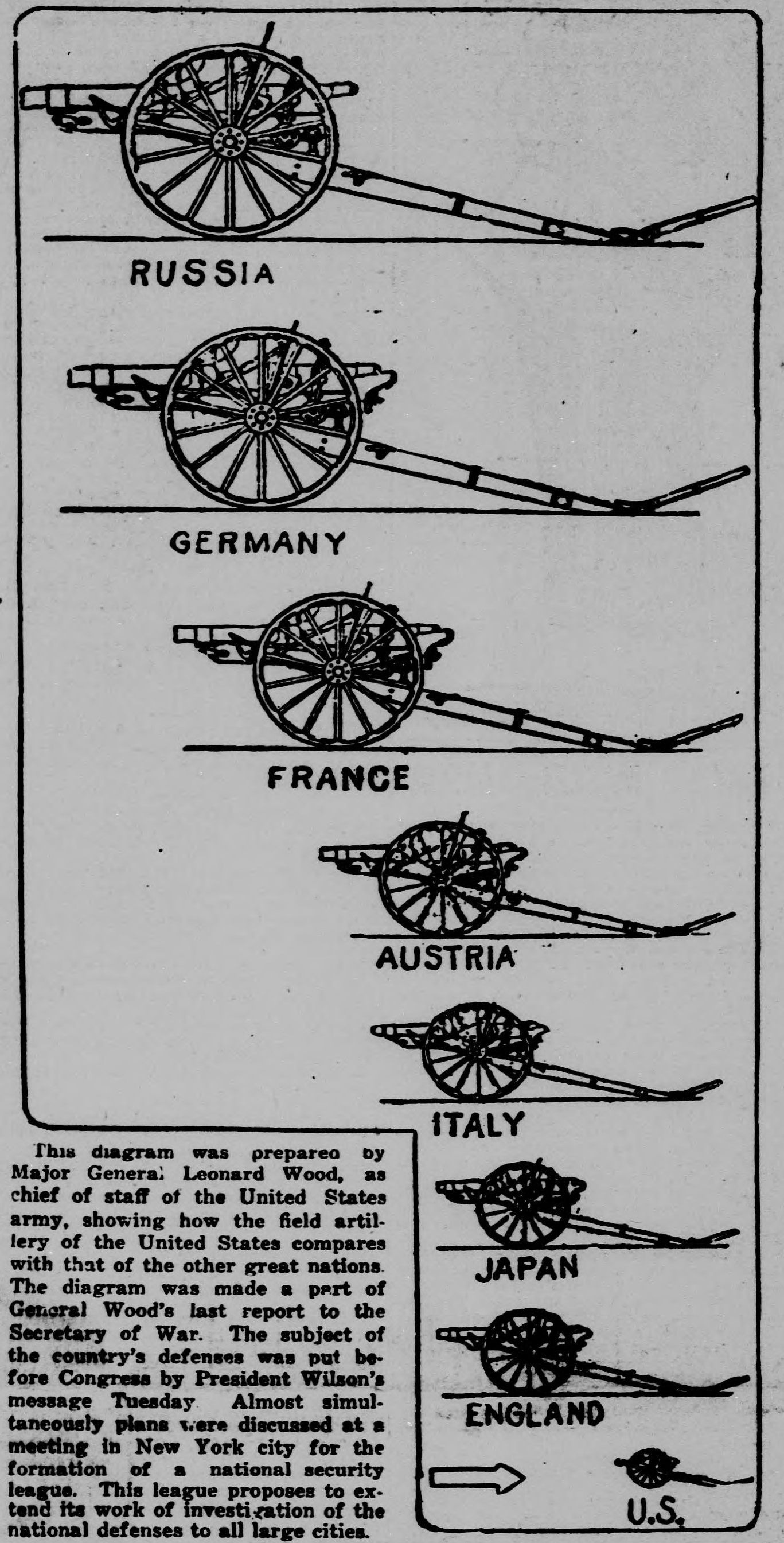
Artillería de campaña militar por país en 1914.

La artillería de la Primera Guerra Mundial, que condujo a la guerra de trincheras, fue un factor importante en la guerra, influyó en sus tácticas, operaciones e incorporó estrategias que fueron utilizadas por los beligerantes para romper el estancamiento en el frente. La Primera Guerra Mundial elevó la artillería a un nuevo nivel de importancia en el campo de batalla.
La Primera Guerra Mundial vio muchos avances en la guerra de artillería. La artillería ahora podría disparar los nuevos proyectiles altamente explosivos y lanzarlos más lejos y con mayor cadencia de tiro. Debido a esto, los enemigos en las trincheras ya no siempre estaban seguros y podían ser atacados constantemente. En algunas zonas, la concentración de artillería era común, con varios cañones disparando contra un área como una línea de trincheras, y cada arma disparaba varias balas por minuto durante horas. También se utilizaron bombardeos de artillería para desviar la atención del enemigo del lugar del ataque antes de la batalla. También se dispararon caminos detrás de las líneas para que los refuerzos enemigos no pudieran llegar con seguridad a las líneas del frente.
Los alemanes revivieron los morteros debido a su capacidad de disparar en un ángulo superior a 45 grados y, por lo tanto, en teoría (aunque no con frecuencia) podían lanzar proyectiles directamente en la trinchera enemiga antes de explotar, para causar el máximo daño. Las tropas alemanas utilizaron proyectiles de artillería para la emisión de armas químicas en 1915, y los aliados siguieron su ejemplo después de la segunda batalla de Ypres.

## Estrategia
La artillería generalmente se divide en dos categorías: artillería ligera y artillería pesada. La artillería ligera también conocida como artillería de campo, está diseñada para ser más liviana y fácil de transportar en el campo de batalla. La necesidad del peso ligero limita el tamaño de los proyectiles así como el daño que podrían infligir al enemigo. Por otro lado la artillería pesada es difícil de transportar y es comúnmente usada en posiciones fijas durante una guerra de asedio, además de requerir soldados especializados así como infraestructura de transporte.
Ninguno de los contendientes de la guerra estaba preparado para la nueva naturaleza en los conflictos que traería la Primera Guerra Mundial. Las doctrinas militares antes de la guerra, particularmente la alemana se enfocaba en ataques agresivos contra el enemigo, influenciados por la experiencia del país en la guerra franco-prusiana de 1870-1871. Esta doctrina fracasó al no considerar las numerosas nuevas tecnologías que definirían toda la guerra, las ametralladoras, las fortificaciones y la artillería habían avanzado notablemente. Estos cambios hicieron que la guerra fuera esencialmente defensiva derivando en la artillería como una de las causas más grandes de bajas, a diferencia de otros conflictos pasados.
La artillería ligera poco antes de la guerra se había hecho más común en los diferentes ejércitos del mundo. Sin embargo, el desarrollo de la guerra de trincheras y el estancamiento en las batallas incrementó la importancia de la artillería pesada. Debido a esta creciente necesidad, muchos cañones del siglo 19 fueron readaptados y utilizados.
Mientras la artillería infringía grandes bajas, se enfrentó a grandes desventajas. Era común tener problemas al encontrar los objetivos y aún localizados era difícil alcanzarlos. Las comunicaciones entre la infantería y la artillería fue un problema que jamás se resolvió en toda la guerra, lo que se traducía en que la artillería no podía adaptarse a las necesidades de la infantería. Pese a sus capacidades, la artillería fue muy costosa tanto en tiempo como en material para ambos bandos.

## Tecnología
A pesar de la introducción de nuevas tecnologías como la aviación, ametralladoras o vehículos blindados, la artillería permaneció como la mayor amenaza para las tropas de tierra así como el principal motivo de la consecuente evolución a la guerra de trincheras.
Un avance clave fue desarrollado en 1897 en Francia, con la invención del barril largo de retroceso y su incorporación a los cañones de 75 mm. Sin esta implementación, cada vez que un cañón era accionado, la pieza por completo era empujada hacia atrás por el retroceso. Lo que significaba que había que mover y apuntar de nuevo el arma cada que era accionada. La tecnología de retroceso añadía un mecanismo que le permitía al sistema absorber el momento resultante del disparo permitiendo que no se moviera cuando se accionaba. 
El alto mando alemán había aprendido de la guerra ruso-japonesa (1904-1905) la importancia del uso de la artillería pesada en la destrucción de posiciones y artillería enemiga. Mientras la artillería pesada era difícil de mover y únicamente útil en situaciones de asedio, la industria alemana fue capaz de desarrollar una artillería ligera más competente y poderosa.
Así mismo Alemania mejoraron sus morteros, mientras la artillería generalmente dispara en una trayectoria cercana a la horizontal, la de los morteros es mucho más relativa a la vertical. Los morteros habían caído en desuso hacía muchos años, sin embargo los alemanes vieron su potencial a raíz de la guerra Ruso-Japonesa. Para cuando la guerra comenzó, Alemania ya tenía morteros listos para su uso. Por su lado Francia y el Reino Unido fueron completamente sorprendidos por el regreso de los morteros, y una vez probado su efectividad en el combate se apresuraron a desarrollar e introducir sus propios morteros.
La Primera Guerra Mundial también vería el nacimiento de las primeras armas antiaéreas, así como de morteros ligeros que podían ser empleados por la infantería.